# Newman Outdoor Field
Le Newman Outdoor Field est un stade de baseball situé à Fargo, ville de l'État américain du Dakota du Nord. Construit en 1996, il se situe sur le campus de l'université d'État du Dakota du Nord. Il est le domicile des RedHawks de Fargo-Moorhead, franchise professionnelle évoluant en Association américaine, et l'équipe universitaire du Bison de l'État du Dakota du Nord.
Il a une capacité de 4 513 places.